# Muñeca de trapo (canción)
«Muñeca de trapo» es el primer sencillo del cuarto álbum de estudio de La Oreja de Van Gogh, Guapa.

## Información sobre la canción
Con letra de Pablo Benegas, esta fue la primera canción que se compuso para el disco Guapa, de la banda española La Oreja de Van Gogh.
La canción habla de la sensación de impotencia por no poder mostrar claramente los sentimientos por alguien, lo cual conlleva a la pérdida de esta persona. De ahí el título, el estar siempre callada la hace sentirse como una muñeca de trapo.
La música, compuesta por Amaia Montero y Xabi San Martín, va variando durante la canción y cada vez tiene más fuerza hasta llegar al final. Tiene guitarras muy fuertes, y el sintetizador de Xabi tocando el estribillo de nuevo en el puente final.
La polémica rodeó el lanzamiento de este sencillo, ya que varias radios latinoamericanas se negaron a ponerla, acusándola de satánica por los versos "me abrazaría al diablo sin dudar", "mis ojos son dos cruces negras" y "no tengo miedo al fuego eterno". Queda claro que esto está dicho en sentido metafórico como aclararon en el programa Buenafuente.
Se grabó una versión en italiano adaptada por Eros Ramazzotti para la publicación del álbum en Italia titulada "Bambola Di Pezza", incluida en dicha versión como la pista número 13.

## Estreno oficial
El 20 de febrero de 2006 se estrenó en España aproximadamente a las 8:00 a. m. por la cadena Los 40 principales, en el programa Anda Ya!. 

### Estreno extraoficial
Se tocó por primera vez en vivo el 24 de febrero de 2005 (un año antes del estreno oficial) en la prueba de sonido del estadio Luna Park (Buenos Aires, Argentina), aunque la letra fue cambiada parcialmente luego.

## Publicación
"Muñeca de trapo" salió a la venta como primer sencillo el día en que salió a la venta Guapa. No se vendió en mercados y solo se hizo como promoción para descargar digitalmente. Lo que sorprendió mucho, ya que los discos anteriores tuvieron sencillos comerciales.

## Videoclip
El videoclip, rodado por "Struendo", se grabó en Madrid. Simula un ensayo del grupo en una sala blanca. En las paredes de la sala aparecen dibujos constantemente relacionado con la letra de la canción. Posee una pequeña diferencia en el final de la canción con respecto a la versión del disco.
- Datos: Q11694677